# Старопрамен
Пивара Старопрамен је друга највећа пивара у Чешкој, која се налази у прашком насељу Смихов. Основана је 1869. године а брендирано име Старопрамен, буквално преведено значи „стари извор“, и регистровано је 1911. године. Власник пиваре је Старбев, који првоизводи и извози пиво у 37 држава широм света, углавном Северне Америке и Европе.

## Историја
Изградња пиваре је завршена 1871. Оставар пивара је отворена 1898, годину након пиваре Браник, а касније су се ове две пиваре спојиле са Старопраменом.
Током 1930-их Старопрамен је постао највећа пивара у Чехословачкој. Доласком социјализма након Другог светског рата, све чехословачке пиваре су биле национализоване, укључујући и Старопрамен. Након пада социјализма 1989. године, Старопрамен је заједно са пиварама Браник и Мештан 1992. постао део групације прашких пивара (Pražské Pivovary), која је 1996. дошла под контролу компаније Бас.
Старопрамен је тренутно други највећи произвођач пива у Чешкој са 15,3% удела на домаћем тржишту.
За подручје Србије и Републике Српске, Старопрамен се пуни у Апатинској пивари.